# Odobești
Odobeşti é uma cidade da Roménia com 7.985 habitantes, localizada no judeţ (distrito) de Vrancea.